# إيفون هيرلوف أندرسن
إيفون هيرلوف أندرسن (بالدنماركية: Yvonne Herløv Andersen)‏ (ولدت عام 1942) هي سياسية دنماركية.
كانت هرلوف أندرسن، وهي عاملة اجتماعية ومديرة مدرسة، حاضرة في تأسيس حزب الديمقراطيين الوسطيين في عام 1973، حيث عملت في البداية كمساعدة لزعيم الحزب إيرهارد ياكوبسن، وفي مواقف حزبية داخلية أخرى. تم انتخابها في البرلمان الدنماركي في عام 1977 عن دائرة سورو، حتى عام 1979 الانتخابية، مرة أخرى من عام 1981 إلى عام 1984 عن دائرة سلاكيلس الانتخابية، ومن 1987 إلى 1988 عن دائرة أودنسه الانتخابية.  في عام 1994 تم تعيينها وزيرة الشؤون الاجتماعية في مجلس وزراء حكومة بول نيروب راسموسين الأولى. عملت لاحقا كوزيرة للصحة في مجلس وزراء حكومة نيروب راسموسن الثانية، من عام 1994 إلى عام 1996، حيث ركزت بشكل خاص على إصلاح سياسة فيروس نقص المناعة البشرية، والتعويض عن سوء المعاملة السابقة للمصابين بالهيموفيليا. تقاعدت من العمل السياسي عام 2002.
تم الإفصاح عن كونها مثلية الجنس رغما عنها في عام 1996 من قبل بالي يول ينسن، الرئيس السابق للمجلس الوطني للصحة، الذي كان يختلف مع هيرلوف اندرسون وسلفها توربن لوند حول سياسة محاربة والوقاية من الإيدز، مما أدى إلى الاستقالة الجبرية ايول ينسن في عام 1995. وفي كتاب مذكراته سأل يول-جنسن عما كان يمكن أن يكون مختلفا إذا كان «وزيرا الصحة الأخيران، ليس فقط من الناحية السياسية ولكن شخصيا، لهما علاقة أخرى مع الاتحاد الوطني للمثليين والمثليات». واعترف كل من هيرلوف أندرسن ولوند بعد ذلك بميولهما الجنسية المثلية، ليصبحا أول عضوين مثليين في البرلمان الدانمركي.
تزوجت في الأول من رجل يدعى أرني كنود أندرسن عام 1963، وطلقته عام 1968، ولها طفلان منه. دخلت في شراكة مسجلة مع شريكتها بيرثي ميريتي سميديكارد كنودسن منذ عام 1990، وتزوجا فيما بعد.